# Serie 1300 de CP

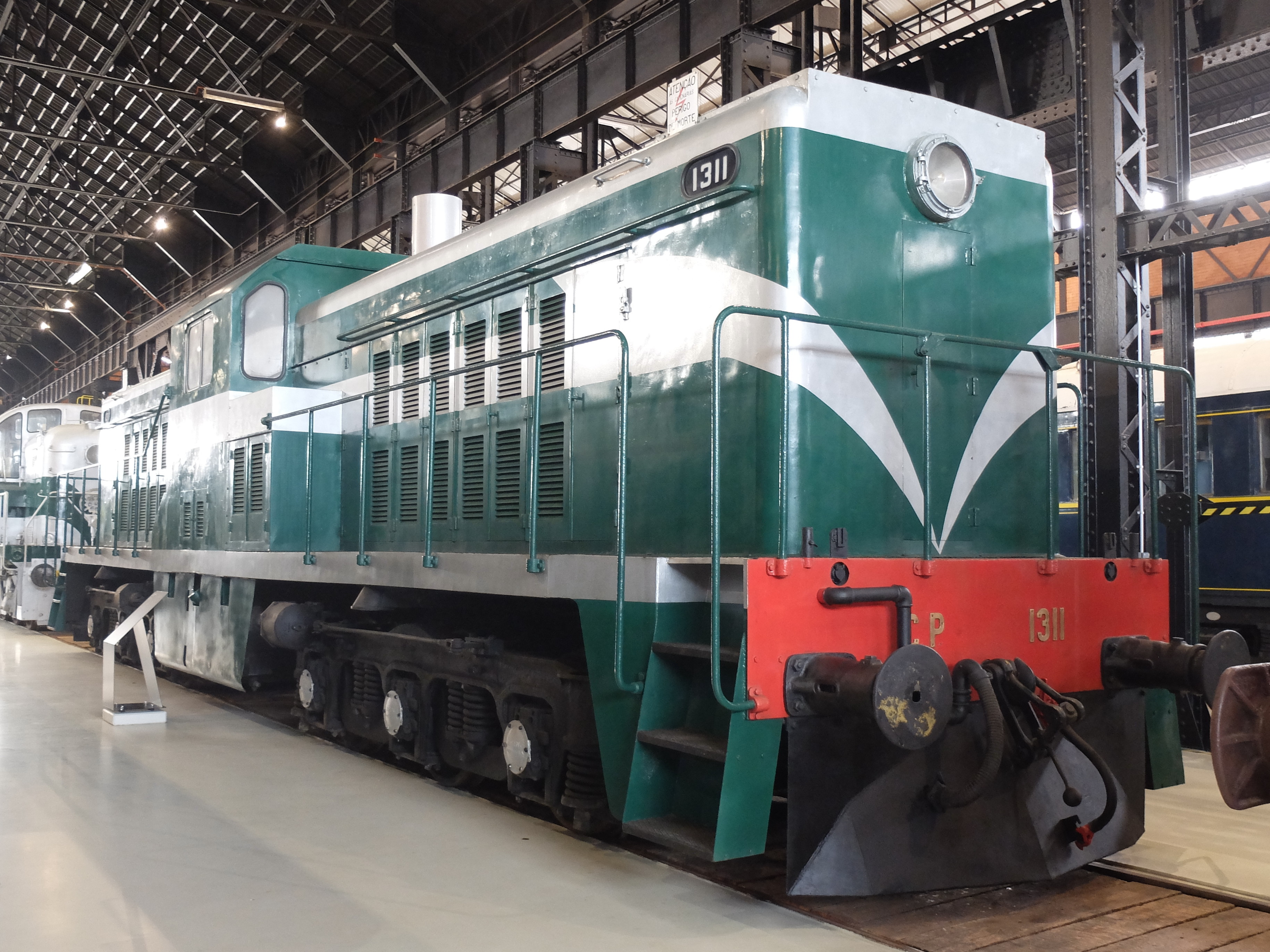
1311
Museu Nacional Ferroviário

La Serie 1300 es una familia de locomotoras, que estuvo al servicio de la compañía de Caminhos de Ferro Portugueses.

## Historia y características
En 1952, la compañía de Caminhos de Ferro Portugueses efectuó un pedido por doce locomotoras de tracción diésel-eléctrica, siendo fabricadas por la Whitcomb Locomotive Company. Estas unidades, de cabina central, y con un esquema de ejes A1A-A1A, eran del modelo 104DE2, con los números de serie de fábrica 61156 a 61167. Cada capó tenía un motor de 6 cilindros en línea conjuntamente con toda la maquinaria asociada. El equipamiento eléctrico fue aportado por Westinghouse Electric Corporation.
Fueron todas retiradas del servicio en 1987, siendo la locomotora 1311 preservada en el Entroncamento; debido al estado en que se encontraba, esta unidad fue la más difícil de remodelar, siendo esta última puesta entre el grupo de locomotoras expuestas en una exposición conmemorativa de los 50 años de la tracción a gasóleo en Portugal tras su reparación

## Ficha técnica
- Características de explotación
  - Inicio de servicio: 1952
  - Fin de servicio: 1987[1]
- Número de unidades: 12 (1301-1312)
- Datos generales
  - Tipo de tracción: Diesel-Eléctrica
  - Constructor: The Whitcomb Locomotive Company[2]
  - Velocidad máxima: 132 km/h
  - Potencia: 1350 CV
- Pesos
  - Peso total: 96 toneladas
- Dimensiones
  - longitud: 16 metros